# Sávosfarkú aztékkolibri
A sávosfarkú aztékkolibri (Eupherusa poliocerca) a madarak (Aves) osztályának a sarlósfecske-alakúak (Apodiformes) rendjéhez, ezen belül a kolibrifélék (Trochilidae) családjához tartozó faj.

## Rendszerezése
A fajt Adolphe Delattre francia ornitológus írta le 1843-ban, az Ornismya nembe Ornismya eximia néven.

## Alfajai
- Eupherusa eximia egregia P. L. Sclater & Salvin, 1868
- Eupherusa eximia eximia (Delattre, 1843)
- Eupherusa eximia nelsoni Ridgway, 1910[2]

## Előfordulása
Mexikó, Belize, Costa Rica, Guatemala, Honduras, Nicaragua és Panama honos. Természetes élőhelyei a szubtrópusi vagy trópusi éghajlati övezetben lévő síkvidéki és hegyi esőerdők, valamint másodlagos erdők. Magaslati  vonuló.

## Megjelenése
Testhossza 11 centiméter.
|  |

## Természetvédelmi helyzete
Az elterjedési területe nagyon nagy, egyedszáma ismeretlen. A Természetvédelmi Világszövetség Vörös listáján nem fenyegetett fajként szerepel.